# 토미 본드 (야구 선수)
토마스 헨리 본드(Thomas Henry Bond, 1856년 4월 2일 ~ 1941년 1월 24일)은 아일랜드 출신의 최초의 메이저 리그 베이스볼 선수로, 투수, 우익수로 뛰었다.

## 선수 경력
6개의 팀에서 선수 생활을 했다.(브루클린 애틀랜틱스 (1874), 하트퍼드 다크블루스 (1875–1876), 보스턴 레드캡스 (1877–1881), 우스터 루비레그스 (1882), 보스턴 레즈 (1884), 인디애나폴리스 후지어스 (1884))
10년간 선수로 뛰며 3시즌 40승을 기록했고, 두 번 내셔널 리그 페넌트 우승을 경험했으며, 대부분의 투구 부문에서 10위 이내에 들었다. 1877년, 내셔널 리그 평균자책점(2.11), 다승(40), 탈삼진(170) 1위를 차지하며, 야구 역사상 최초의 트리플 크라운을 달성했다. 통산 408번 선발 등판해서 386 완투, 42 완봉, 234승 163패를 기록했다. 외야수와 내야수로도 종종 출전해서 .238의 타율, 174타점, 213득점을 기록했다. 통산 삼진/볼넷 비율이 4.44로, 이는 메이저 리그에서 1000이닝 이상 던진 선수들 중에서 역대 1위 기록이다.
매사추세츠주 보스턴에서 84세의 나이로 사망했고, 포레스트 힐스 공동묘지에 묻혔다. 아일랜드의 야구 리그인 아이리쉬 베이스볼 리그에서는 매 해 최고의 투수에게 '토미 본드 최우수 투수상'을 주고 있다.